# Acanthocepola krusensternii
Acanthocepola krusensternii är en fiskart som först beskrevs av Temminck och Schlegel, 1845.  Acanthocepola krusensternii ingår i släktet Acanthocepola och familjen Cepolidae. Inga underarter finns listade i Catalogue of Life.

## Bildgalleri

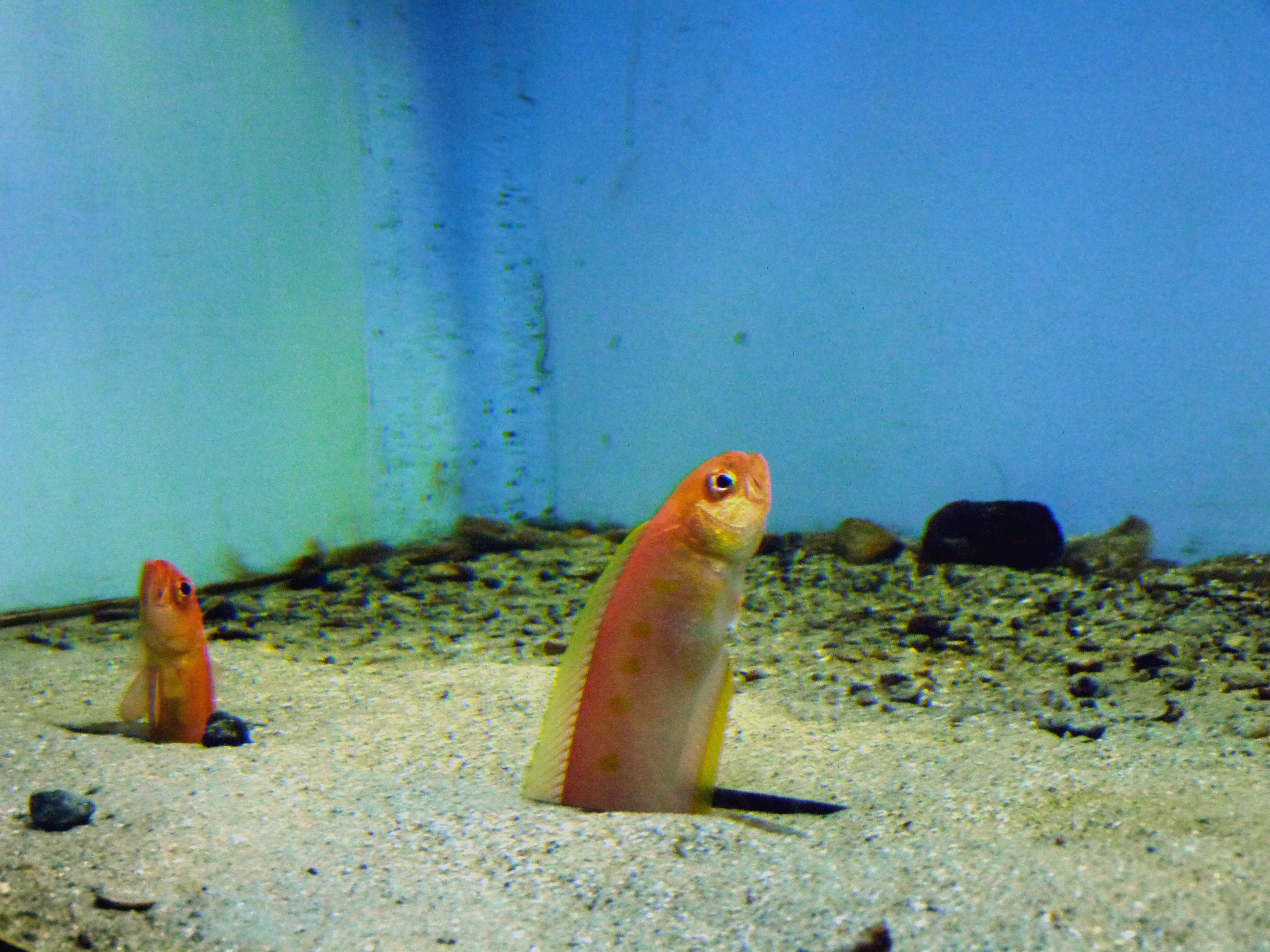